# バルタザール4世・ド・ブルボン
バルタザール4世・ナポレオン・ド・ブルボン（フランス語: Balthazar IV Napoléon de Bourbon、1958年7月29日 - ）は、インドの弁護士。フランス・ブルボン家の末裔を称する「ブルボン・ボーパール家」の家長。

## 経歴

ブルボン・ボーパール家の紋章

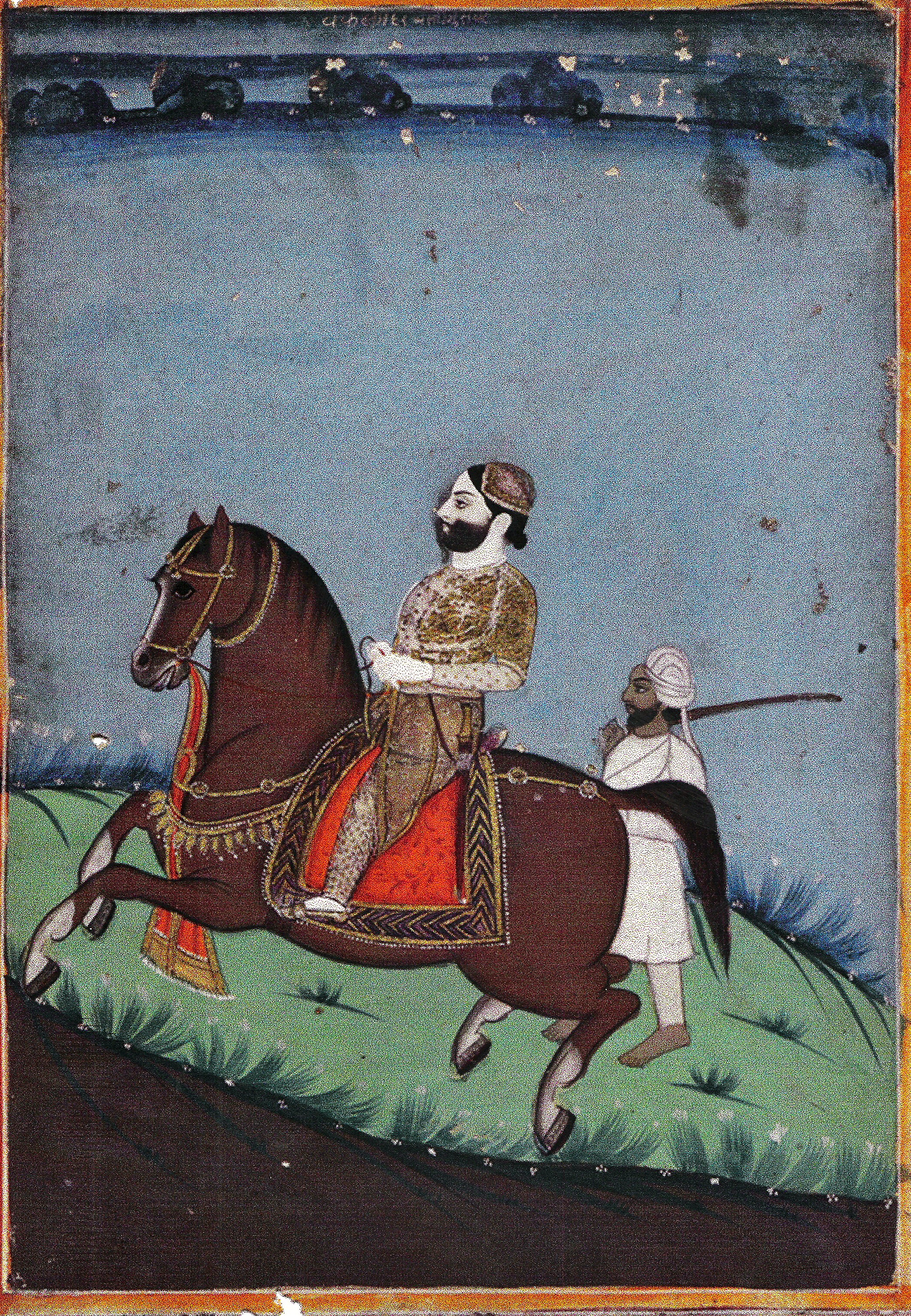
先祖のバルタザール1世

伝承によると、クレルモン伯ジャン・フィリップなるフランス王族（ブルボン朝の初代国王アンリ4世の甥）の子孫だという。ジャン・フィリップの子孫であるサルヴァトール2世（イナヤット・マシー）はボーパール藩王国ナワーブのムハンマド・ハーンから重用され、その子のバルタザール1世（シャーザード・マシー）とその孫のセバスティアン（バルタザール4世の高祖父）は宰相に任じられ、インド中部のボーパールにおいては名が知られた一族だった。1971年に貴族としての称号と特権を喪失した。
ギリシャ王族であったミシェル・ド・グレースが、歴史小説『ル・ラージャ・ド・ブルボン』の中でバルタザール4世こそがフランス王家の最古流の末裔であると主張したことで、ブルボン・ボーパール家への関心が高まった。
2013年3月、ボーパールを訪問した在印フランス大使のフランソワ・リシエらとバロック音楽を鑑賞した。
バルタザール4世は、フランスへの移住やフランス市民権の取得は考えていないという。ブルボン家の血縁主張を検証するためにDNA鑑定を実施する意思があると定期的に語っているが、2016年現在実現していない。

## 家族
エリシャ・パチェコと結婚し、フレデリック（duc de Shergar、シェガール公？）、ミシェル、エイドリアンの2男1女を儲けた。